# 墊叢紫萼蘚
墊叢紫萼蘚（学名：Grimmia pulvinata）为紫萼蘚科紫萼蘚屬下的一个种。

## 扩展阅读
- 維基物種上的相關：墊叢紫萼蘚